# Fuga d'amore

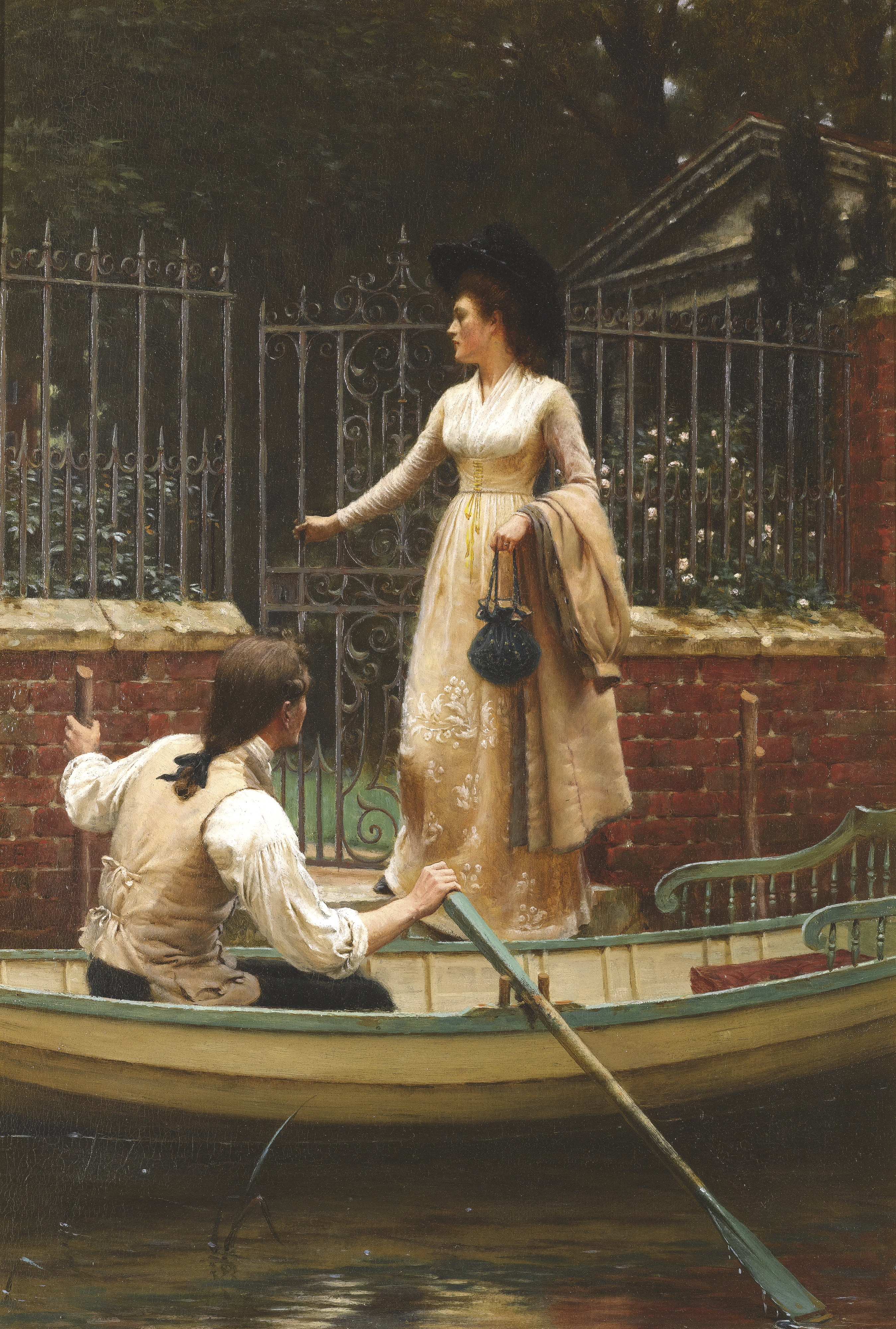
La fuga d'amore (1893) di Edmund Blair Leighton.

Una fuga d'amore è una fuga frettolosa dal proprio luogo di residenza insieme alla persona amata, con l'intenzione di sposarsi senza l'approvazione dei genitori. La fuga d'amore ha pertanto delle correlazioni con la siciliana fuitina, un tempo effettuata per annunciare alle famiglie degli innamorati la consumazione del rapporto sessuale e, pertanto, la necessità di un matrimonio "riparatore". La fuga d'amore si distingue quindi dal rapimento di uno dei due membri della coppia, che avviene senza il consenso del "rapito". Si sono verificate delle situazioni in cui, per porre rimedio a una fuga d'amore, a volte considerata una situazione disonorevole, si è celebrato un matrimonio riparatore.